# Matías Frano
Matías Iván Frano (Villa Eduardo Madero, Provincia de Buenos Aires, Argentina; 2 de septiembre de 1989), es un piloto de automovilismo argentino. Desarrolló su carrera deportiva en categorías argentinas de automóviles de turismo, con la particularidad de haber obtenido su licencia por medio de un concurso de aspirantes, del cual se proclamó vencedor en el año 2017.
Compitió en las divisionales Junior y Series de la Top Race, pasando luego a competir en las divisiones inferiores de la Asociación Corredores de Turismo Carretera. Debutó en la divisional TC Pista Mouras en el año 2018 y se proclamó campeón de la misma en 2019. Tal galardón le habilitó su ascenso a la divisional TC Mouras, donde debutó en el año 2020.

## Trayectoria
| Temporada                       | Categoría        | Equipo                   | Coche                | Carreras | Victorias | Podios | Poles | VR    | Puntos | Pos.  |
| ------------------------------- | ---------------- | ------------------------ | -------------------- | -------- | --------- | ------ | ----- | ----- | ------ | ----- |
| 2017                            | Top Race Junior  | Desafío Motor Racing     | Fiat Linea Junior    | 2        | 1         | 1      | 1     | 0     | 19.00  | 16.º  |
| 2018                            | Top Race Junior  | Desafío Motor Racing     | Fiat Linea Junior    | 3        | 2         | 2      | 1     | 0     | 38.00  | 11.º  |
| 2018                            | Top Race Series  | Forcam ABH Sport         | Ford Mondeo Series   | 5        | 0         | 0      | 0     | 0     | 21.00  | 14.º  |
| 2018                            | TC Pista Mouras  | BRT Sport                | Ford Falcon          | 3        | 0         | 0      | 0     | 0     | 76.75  | 29.º  |
| 2019                            | TC Pista Mouras  | BRT Sport                | Ford Falcon          | 5        | 0         | 1      | 0     | 0     | 690.00 | 1.º   |
| 2019                            | TC Pista Mouras  | Sportteam                | Dodge Cherokee       | 3        | 0         | 0      | 0     | 0     | 690.00 | 1.º   |
| 2019                            | TC Pista Mouras  | A.Garófalo Motorsport    | Ford Falcon          | 6        | 1         | 4      | 2     | 2     | 690.00 | 1.º   |
| 2019                            | Top Race Series  | Pfening Competición      | Toyota Camry Series  | 1        | 0         | 0      | 0     | 0     | 0.00   | Inv.  |
| 2020                            | TC Mouras        | Quilmes Plas Racing      | Ford Falcon          | 2        | 0         | 0      | 0     | 0     | 223.00 | 8.º   |
| 2020                            | TC Mouras        | Forte Sport              | Ford Falcon          | 7        | 0         | 2      | 2     | 2     | 223.00 | 8.º   |
| 2020                            | Top Race V6      | Cristian Satriano Racing | Mercedes-Benz C W204 | 2        | 0         | 0      | 0     | 0     | 8.00   | 18.º  |
| 2021                            | TC Pista         | Forte Sport              | Ford Falcon          | 5        | 0         | 0      | 0     | 0     | 47.50  | 38.º  |
| 2021                            | Top Race V6      | LFB Racing Team          | Mercedes-Benz C W204 | 2        | 0         | 0      | 0     | 0     | 97.00  | 9.º   |
| 2021                            | Top Race V6      | Lincoln Motorsport       | Ford Mondeo III      | 2        | 1         | 1      | 0     | 0     | 97.00  | 9.º   |
| 2021                            | Top Race V6      | Frano Race Team          | Mitsubishi Lancer GT | 2        | 1         | 1      | 0     | 1     | 97.00  | 9.º   |
| 2024                            | TC Pista Pick Up | Frano Racing             | Toyota Hilux         | 2        | 1         | 0      | 0     | 0     | 70.00  | 3.º   |
| Fuente:                         | [ 4 ]            | [ 4 ]                    | [ 4 ]                | [ 4 ]    | [ 4 ]     | [ 4 ]  | [ 4 ] | [ 4 ] | [ 4 ]  | [ 4 ] |
| En cursiva: Temporada en curso. |                  |                          |                      |          |           |        |       |       |        |       |

## Resultados

### Resultados en Top Race
| Temporada | Categoría       | Equipo                   | Automóvil            | Posición           |
| --------- | --------------- | ------------------------ | -------------------- | ------------------ |
| 2017      | Top Race Junior | Desafío Motor Racing     | Fiat Linea Junior    | 16º (19.00 puntos) |
| 2018      | Top Race Junior | Desafío Motor Racing     | Fiat Linea Junior    | 11º (38.00 puntos) |
| 2018      | Top Race Series | Forcam ABH Sport         | Ford Mondeo Series   | 14º (21.00 puntos) |
| 2019      | Top Race Series | Pfening Competición      | Toyota Camry Series  | Invitado           |
| 2020-21   | Top Race V6     | Cristian Satriano Racing | Mercedes-Benz C W204 | 18º (8.00 puntos)  |
| 2021      | Top Race V6     | LFB Racing Team          | Mercedes-Benz C W204 | 9.º (97.00 puntos) |
| 2021      | Top Race V6     | Lincoln Motorsport       | Ford Mondeo III      | 9.º (97.00 puntos) |
| 2021      | Top Race V6     | Frano Race Team          | Mitsubishi Lancer GT | 9.º (97.00 puntos) |

### Resultados completos TC Pista Mouras
| Temporadas            | Temporadas     | Fechas | Fechas | Fechas | Fechas | Fechas | Fechas | Fechas | Fechas | Fechas | Fechas | Fechas | Fechas | Fechas | Fechas | Fechas | Fechas | Posiciones finales |
| Equipos               | Automóvil      | Fechas | Fechas | Fechas | Fechas | Fechas | Fechas | Fechas | Fechas | Fechas | Fechas | Fechas | Fechas | Fechas | Fechas | Fechas | Fechas | Posiciones finales |
| --------------------- | -------------- | ------ | ------ | ------ | ------ | ------ | ------ | ------ | ------ | ------ | ------ | ------ | ------ | ------ | ------ | ------ | ------ | ------------------ |
| 2018                  | 2018           | 01     | 02     | 03     | 04     | 05     | 06     | 07     | 08     | 09     | 10     | 11     | 12     | 13     | 14     | 15     |        | 29º (76.75 puntos) |
| BRT Sport             | Ford Falcon    | NP     | NP     | NP     | NP     | NP     | NP     | NP     | NP     | NP     | NP     | NP     | NP     | 14     | 16     | SV     |        | 29º (76.75 puntos) |
|                       |                |        |        |        |        |        |        |        |        |        |        |        |        |        |        |        |        |                    |
| 2019                  | 2019           | 01     | 02     | 03     | 04     | 05     | 06     | 07     | 08     | 09     | 10     | 11     | 12     | 13     | 14     | 15     | 16     | 1º (690.00 puntos) |
| BRT Sport             | Ford Falcon    | 6º     | 3º     | 8º     | 16     | 14     |        |        |        |        |        |        |        |        |        |        |        | 1º (690.00 puntos) |
| Sportteam             | Dodge Cherokee |        |        |        |        |        | Ex.    | 7º     | 4º     |        |        |        |        |        |        |        |        | 1º (690.00 puntos) |
| A.Garófalo Motorsport | Ford Falcon    |        |        |        |        |        |        |        |        | 7º     | Ex.    | S      | 2º     | 1º     | 2º     | 6º     | 3º     | 1º (690.00 puntos) |

### Resultados completos TC Mouras
| Temporadas          | Temporadas  | Fechas | Fechas | Fechas | Fechas | Fechas | Fechas | Fechas | Fechas | Fechas | Posiciones finales |
| Equipos             | Automóvil   | Fechas | Fechas | Fechas | Fechas | Fechas | Fechas | Fechas | Fechas | Fechas | Posiciones finales |
| ------------------- | ----------- | ------ | ------ | ------ | ------ | ------ | ------ | ------ | ------ | ------ | ------------------ |
| 2020                | 2020        | 01     | 02     | 03     | 04     | 05     | 06     | 07     | 08     | 09     | 8º (223.00 puntos) |
| Quilmes Plas Racing | Ford Falcon | 18     | 6º     |        |        |        |        |        |        |        | 8º (223.00 puntos) |
| Forte Sport         | Ford Falcon |        |        | 18     | 4º     | 3º     | 20     | 3º     | 28     | 32     | 8º (223.00 puntos) |

## Palmarés
| Título  | Categoría       | Marca       | Año  |
| ------- | --------------- | ----------- | ---- |
| Campeón | TC Pista Mouras | Ford Falcon | 2019 |